# Paulus Pontius

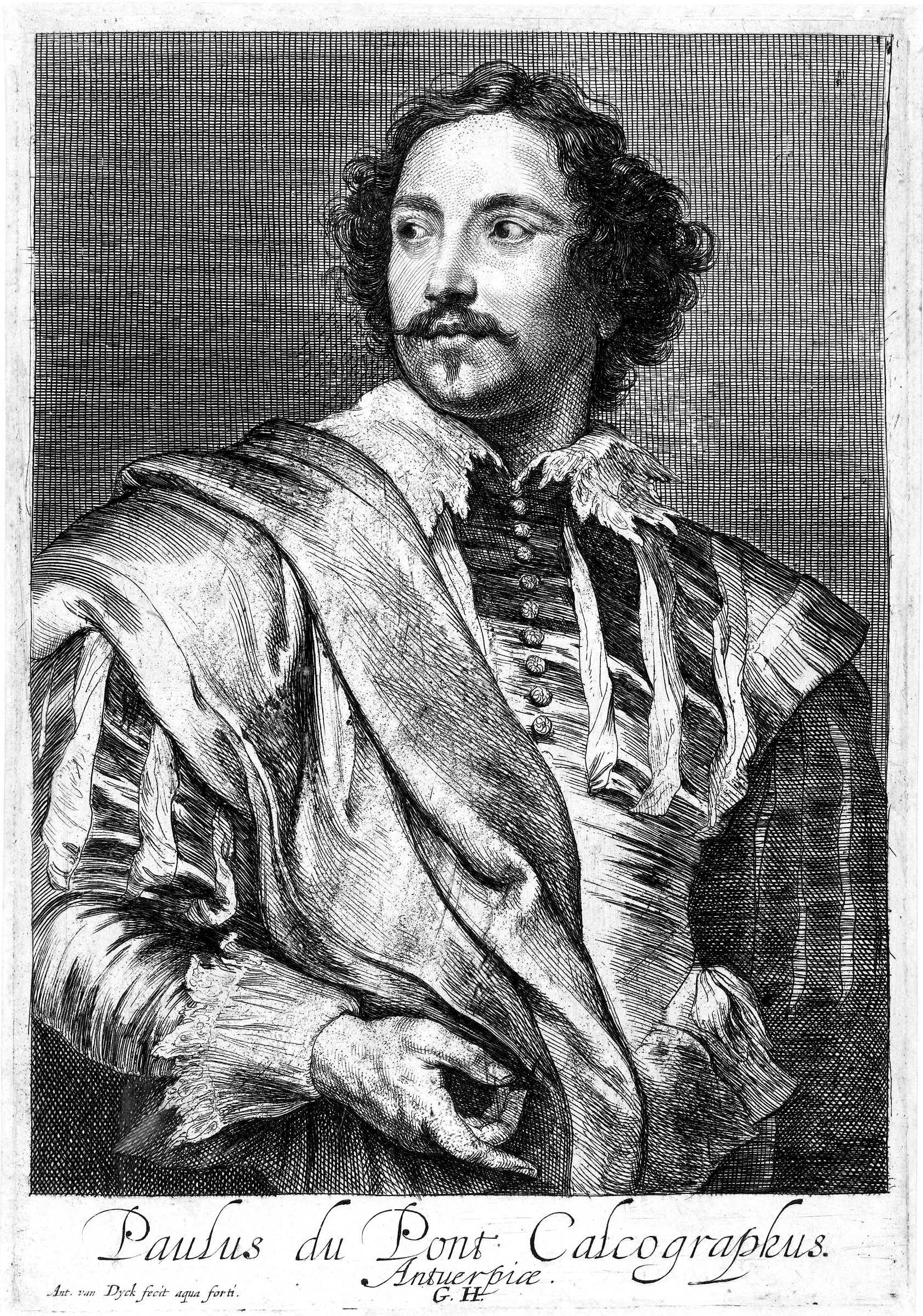
Paulus Pontius (Anthony van Dyck)

Paulus Pontius, ook gekend als Paul Du Pont (geboortedatum en -plaats onbekend; gedoopt in mei 1603 - januari 1685) was een Zuid-Nederlands kunstschilder en kopersnijder. 
In 1616 ging hij aan de slag als leerling van de schilder Osayas Beert. Later veranderde hij zijn opleiding en tot 1624 was hij leerling van de bekende kopersnijder Lucas Vorsterman. Na het vertrek van Vorsterman naar Engeland in 1624 volgde Pontius zijn leermeester op als vertolker van Peter Paul Rubens. Zo kwam Pontius onder leiding van Rubens terecht, bij wie hij zelfs tot 1631 inwoonde. In 1626-1627 werd deze kopergraveur meester bij het Sint-Lucasgilde. Een jaar later nam hij Frans van den Wijngaerde als leerling onder zijn hoede. Andere leerlingen van Pontius waren Alexander Voet, Pieter Clouwet, Cornelis van Daelen en mogelijk ook Nikolaas Rijckmans. In 1639 verbleef hij mogelijk enige tijd in het Noorden, maar in 1640 bevond hij zich weer in Antwerpen. In 1634 werd hij lid van de "Violieren". 
Paulus Pontius trouwde driemaal; met Catharina Van Eck, Christine Hersselin en Helene Schryvers. Deze huwelijken leverden hem drie zonen en vier dochters op. 
Pontius graveerde niet enkel voor Rubens, maar ook voor andere schilders zoals Antoon van Dyck, Jacob Jordaens, Abraham van Diepenbeeck, Frans Luyckx, Gaspar de Crayer, Gerard Seghers en Titiaan en Diego Velázquez. Pontius werd begraven op 16 januari 1685. 